# Karlsgarten in Aachen-Melaten

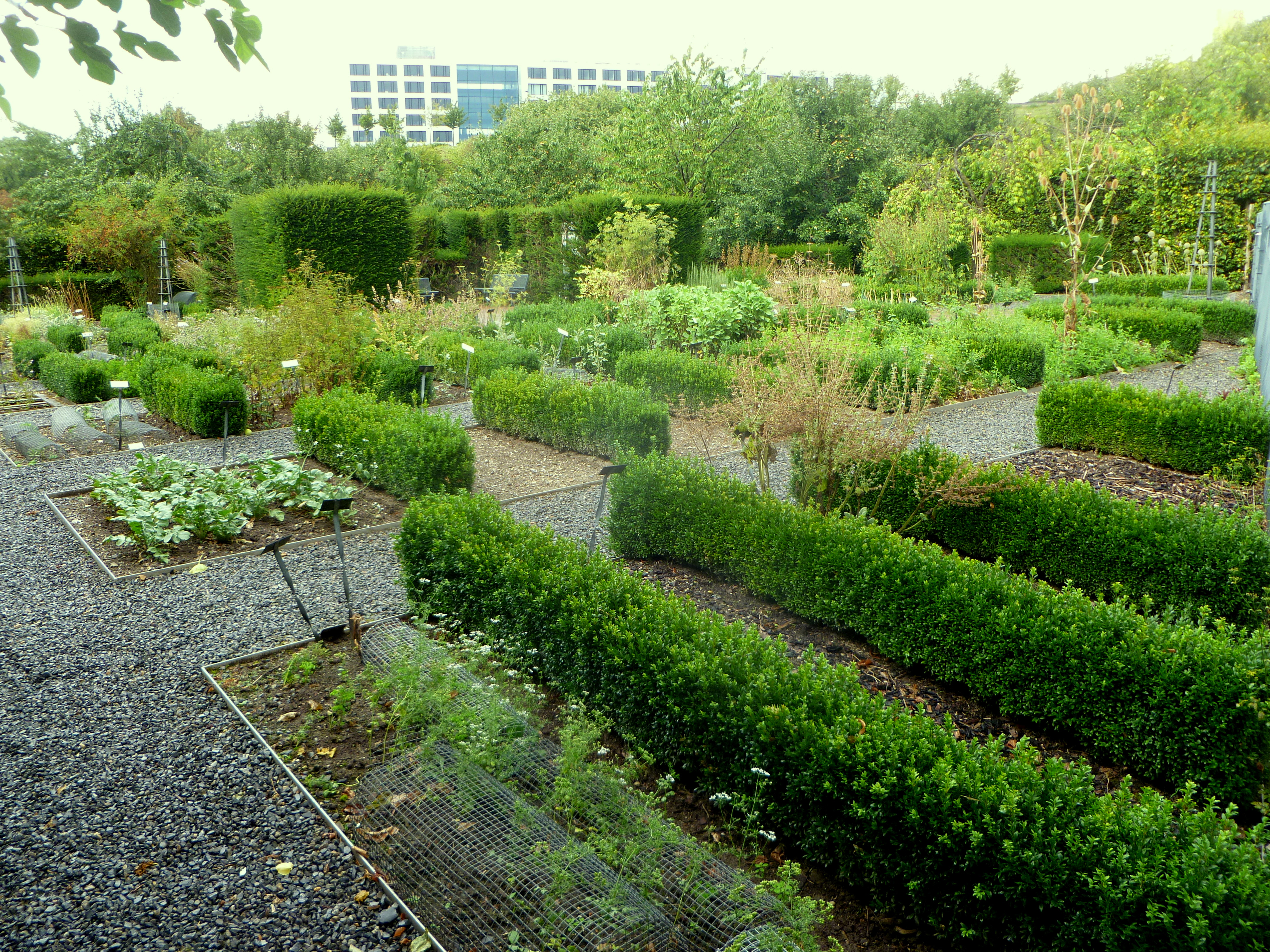
Karlsgarten Melaten
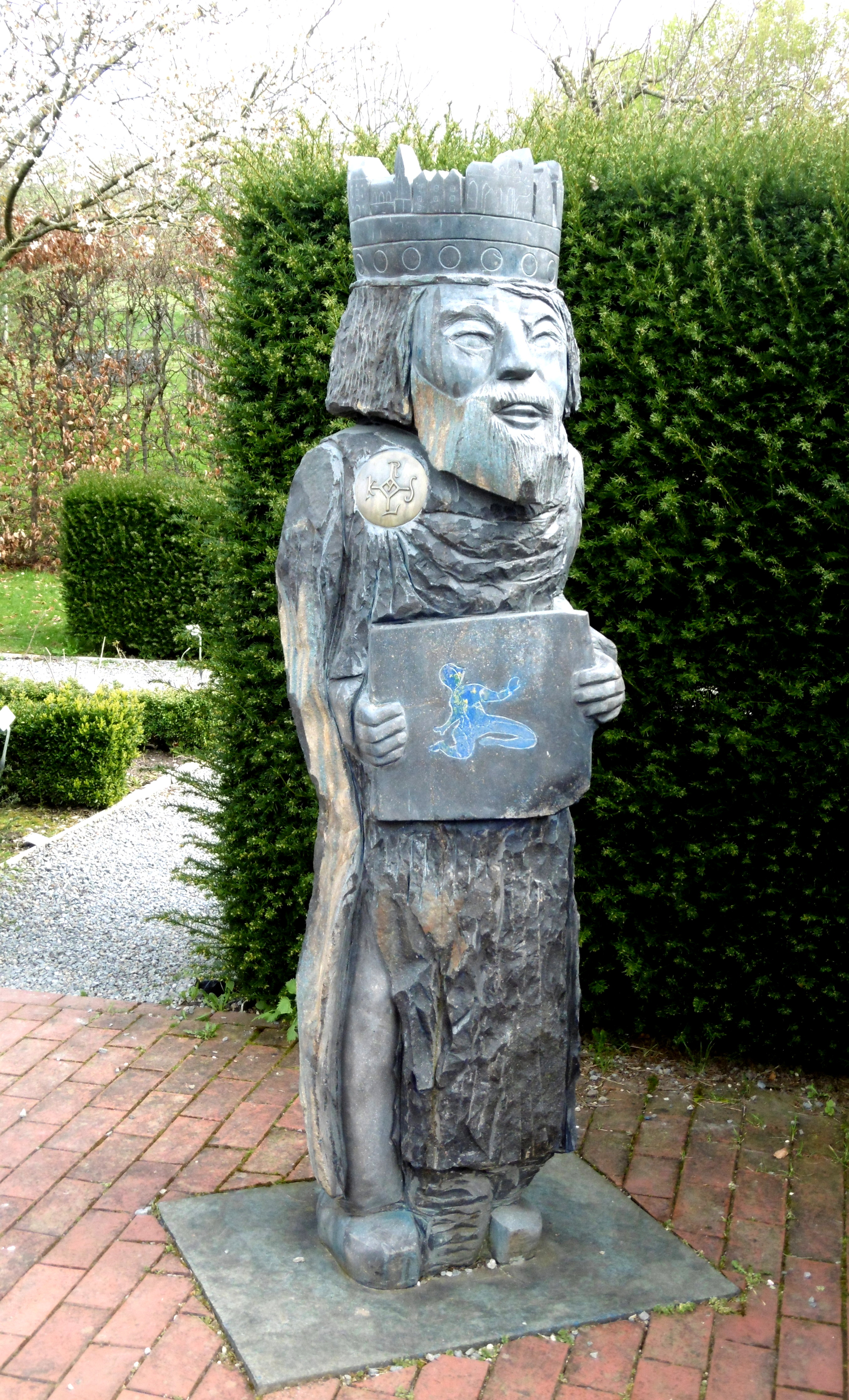
Karlsfigur im Karlsgarten

Der Karlsgarten in Aachen-Melaten ist ein nach historischen Vorbildern angelegter Garten beim Gut Melaten im Aachener Stadtteil Melaten. Er ist Teil des dortigen Botanischen Gartens Aachen und beinhaltet diverse Heilkräuter, Gemüsepflanzen, Obstbäume und weitere Nutzpflanzen gemäß der Liste in Kapitel 70 des Capitulare de villis von Karl dem Großen.

## Geschichte
Am 2. September 2000 wurde der Karlsgarten durch den Freundeskreis Botanischer Garten Aachen, einen eingetragenen Verein, eröffnet. Bei der Gestaltung wurden „bewusst Elemente der europäischen Gartenkultur verwendet, denn in dieser Form hat es einen Kräutergarten Karls des Großen selbst in Aachen nie gegeben. Der Aachener Karlsgarten ist eine moderne und zeitgemäße Interpretation der Capitulare-Liste. Er erinnert an Karl den Großen und die Tradition der Klostergärten.“
Aus diesem Grund wurde dort im Jahr 2020 eine Skulptur von Karl dem Großen aus türkischem Basalt mit dem Titel: „Visionen für Europa“ des Aachener Künstlers Alfred Mevissen aufgestellt, die Ausgangspunkt des europäischen Skulpturenweges ist.
Der Freundeskreis Botanischer Garten Aachen pflegt in Aachen auch einen weiteren, wesentlich kleineren Karlsgarten am Aachener Rathaus, der seit 1965 besteht.